# Yphthimoides ordinaria
Yphthimoides ordinaria (лат.) — вид тропических бабочек из рода Yphthimoides. Видовой эпитет является латинским прилагательным, означающим «обычный», намекая на распространенность этого вида в нескольких различных местообитаниях и местах на юге Южной Америки. Принадлежит к группе видов Yphthimoides renata. Этот вид широко распространен в Бразильских штатах Сан-Паулу, Парана, Санта-Катарина и Риу-Гранди-ду-Сул, в Парагвае, а также присутствует в Аргентине, в провинции Мисьонес. Обитает в диапазоне широт -27,6° и -22,8°.

## Описание
Взрослые особи обоих полов похожи на Yphthimoides renata из южной Бразилии, но их можно легко отличить от этого вида по следующим признакам рисунка крыльев:
- Поперечные линии, пересекающие оба крыла на нижней стороне, более волнистые и тонкие у Y. ordinaria по сравнению с Y. renata, у которых эти линии всегда прямые и широкие;

- Самая базальная поперечная линия на нижней стороне заднего крыла у Y. ordinaria обычно прерывается после пересечения дискальной ячейки, непосредственно перед CuA2, и непрерывна у Y. renata;
- На нижней стороне заднего крыла субмаргинальная линия более волнистая у Y. ordinaria по сравнению с Y. renata[3].

Гениталии самцов Y. ordinaria похожи на гениталии самцов Y. renata (на основе
особей из Бразилии), но их можно отличить по следующим признакам:
- На вентральной стороне ункус Y. ordinaria сужается к вершине, заканчиваясь точкой, в то время как у Y. renata ункус расширен в средней части.
- Вальва Y. ordinaria тонкая во всём своем расширении, в то время как у Y. renata вальва увеличена в середине, с заметной дорсальной вогнутостью в дистальной половине;
- Зубцы в вальве гораздо более заметны у Y. ordinaria, чем у Y. renata[3]

### Самец
Длина переднего крыла 18-23 мм; длина заднего крыла 14-20 мм. Глаза голые, полностью коричневые. Длина щупика в 2,0 раза больше высоты головы, щупик бежевого цвета с длинными каштановыми волосками. Антенна самцов 9,0-10,0 мм длиной, с 36 члениками, простирающимися до середины косты; стержень ржаво-коричневый, с тыльной стороны покрыт темно-коричневыми чешуйками, область булавы с 9-10 члениками, не сильно развита. Наружный край задних крыльев слегка волнистый. Передняя лапа самца покрыта длинными коричневыми волосками и с двумя частично сросшимися тарзомерами, первый на две трети длины голени, и второй чрезвычайно редуцирован; передняя лапа самки с пятью тарзомерами. Наружная окраска крыльев темно-коричневого цвета с небольшим количеством отметин, ограниченных краевыми и субмаргинальными линиями на обоих крыльях; заднее крыло с одним или двумя «глазками» в промежутках CuA1-CuA2 и CuA2-2A (меньше или отсутствует у некоторых особей); они полностью черные. Снизу крылья со своеобразным пятнистым рисунком, с более тёмными пятнами на немного более бледном фоне; переднее крыло пересекают две тонкие тёмно-коричневые линии, первая более прямая, простирающаяся от косты до 2А на расстоянии одной трети расстояния от основания крыла до вершины; вторая линия волнистая, простирающаяся от косты до 2А на две трети от основания крыла до вершины, ограничивающая более светлую дистальную область; имеются тёмно-коричневая зубчатая субмаргинальная линия и коричневая прямая краевая линия, простирающаяся от косты до 2А; имеется от 1 до 4 минутных глазчатых пятен с белым «зрачком» в ячейках M1-M2 (первое глазчатое пятно), M2-М3 (второе глазчатое пятно), М3-CuA1 (третье глазчатое пятно) и CuA1-CuA2 (четвёртое глазчатое пятно).
Заднее крыло пересечено двумя тонкими тёмно-коричневыми линиями от костального до анального края, в том же положении, что и на переднем крыле, более нижняя линия более ровная; более дистальная волнистая, ограничивающая более светлую дистальную область; тёмно-коричневая зигзагообразная субмаргинальная линия и коричневая прямая краевая линия, простирающаяся от косты до 2A; имеется серия из шести чёрных глазчатых пятен, окруженных оранжевыми чешуйками и с белым зрачком, может быть найдена в ячейках Rs-M1 (первое глазчатое пятно), M1-M2 (второе глазчатое пятно), M2-M3 (третье глазчатое пятно), M3-CuA1 (четвёртое глазчатое пятно), CuA1-CuA2 (пятое глазчатое пятно) и CuA2-2A (шестое глазчатое пятно); глазчатые пятна 1, 3, 4 и 6 обычно маленькие и редуцированы до нескольких белых чешуек, окруженных несколькими черными чешуйками; глазчатые пятна 2 и 5 крупнее остальных, с двойным белым «зрачком». Никаких заметных андрокониальных чешуек не имеется.

### Гениталии самца
Саккус короткий и треугольный на брюшной стороне; тегумен округлый; гнатос длинный и заостренный; ункус удлиненный и усечённый дистально; вальва удлинённая, трапециевидная, заканчивающаяся бугорком, внутренний край с рядом мелких зубцов; эдеагус прямой; юкста перепончатая. Роговидные отростки у данного вида не заметны.

### Самка
Длина переднего крыла 21-25 мм; длина заднего крыла 17-22 мм. Антенна длиной 9,0-11,0 мм, с 36 члениками, простирающимися до середины косты. Общий окрас и рисунок очень похожи, но в целом более бледные, чем у самцов. У некоторых самок также имеются дополнительные черные глазчатые пятна в ячейках M2-M3 и CuA1-CuA2 в нижней стороне переднего крыла.

### Гениталии самки
Проток сумки не склеротизирован; сумка эллипсоидная, а сигнум отсутствует.

### Вариация
Вариации на внешней поверхности крыльев практически отсутствуют, и явных сезонных колебаний нет. Вентральная поверхность обоих крыльев демонстрирует слабые различия в интенсивности пигментации и форме линий, в контрасте с более бледной дистальной областью и особенно в количестве (но не размере) глазчатых пятен. Не наблюдалось ни одной особи, лишённой глазчатых пятен, в том числе в сухой сезон.

## Жизненный цикл
Яйцо сферическое, кремовое, гладкое, с «сеткой», образующей узор из неправильных
пятиугольных и шестиугольных ячеек. Высота 1,2 мм; диаметр 1,16. Продолжительность стадии яйца 6 дней.
В первом возрасте, ширина капсулы головы 0,66 — 0,74 мм, а щитков головы — 0,08 — 0,10 мм . Головная капсула черная, с увеличенными халазами, несущими пару коротких щитков на вершине, каждая с двумя длинными узкими щетинками, P1 и P2 соответственно. Тело кремовое, гладкое, с красными продольными полосками; хвостовые нити очень короткие. Щетинки темные, удлиненные, несколько дорсальных и субдорсальных заостренных на кончике. Максимальная длина тела — 6 мм. Продолжительность первого возраста 9-10 дней. Во втором возрасте, ширина капсулы головки 0,92-1,00 мм; щитки головки 0,14-0,20 мм. Голова темно-коричневая с двумя расходящимися короткими щитками на макушке. Тело бежевое, с продольными белыми и красноватыми полосами, маскимальная длина 11 мм; хвостовые нити короткие. Продолжительность второго возраста 9-11 дней. В третьем возрасте, ширина капсулы головки 1,35-1,47 мм; щитки головки 0,22-0,30 мм. Голова коричневая, с двумя расходящимися очень короткими щитками на макушке. Тело коричневое с несколькими продольными темно-коричневыми полосами, максимальная длина 20 мм; хвостовые нити короткие. Продолжительность третьего возраста 10-12 дней. В четвёртом возрасте, ширина капсулы головки 1,77-1,92 мм; щитки головки 0,30-0,38 мм. Четвёртый возраст очень похож на третий возраст. Максимальная длина тела 32 мм. Продолжительность четвёртого возраста 10-12 дней. Во время последнего, пятого возраста, ширина капсулы головки 2,43-2,82 мм; щитки головки 0,44-0,50 мм. Голова коричневая, с двумя расходящимися короткими щитками на макушке. Тело коричневое со множеством продольных темных полос; средняя спинная полоса заметно темная; брюшная область темно-коричневая; ноги светло-коричневые; хвостовые нити короткие. Продолжительность пятого возраста 10-11 дней.
Куколка короткая и гладкая; в основном тёмно-коричневая с белыми полосами, окаймляющими места крыльев; есть короткие
заостренные места глазчатых пятен, крылья с белыми оконечностями; также куколка кремовая тёмная в брюшной части; брюшко с верхней стороны с парным рядом коротких субдорсальных гребней, окаймлённых белым. Общая длина 10-12 мм. Продолжительность стадии куколки 15-17 дней.

## Биология

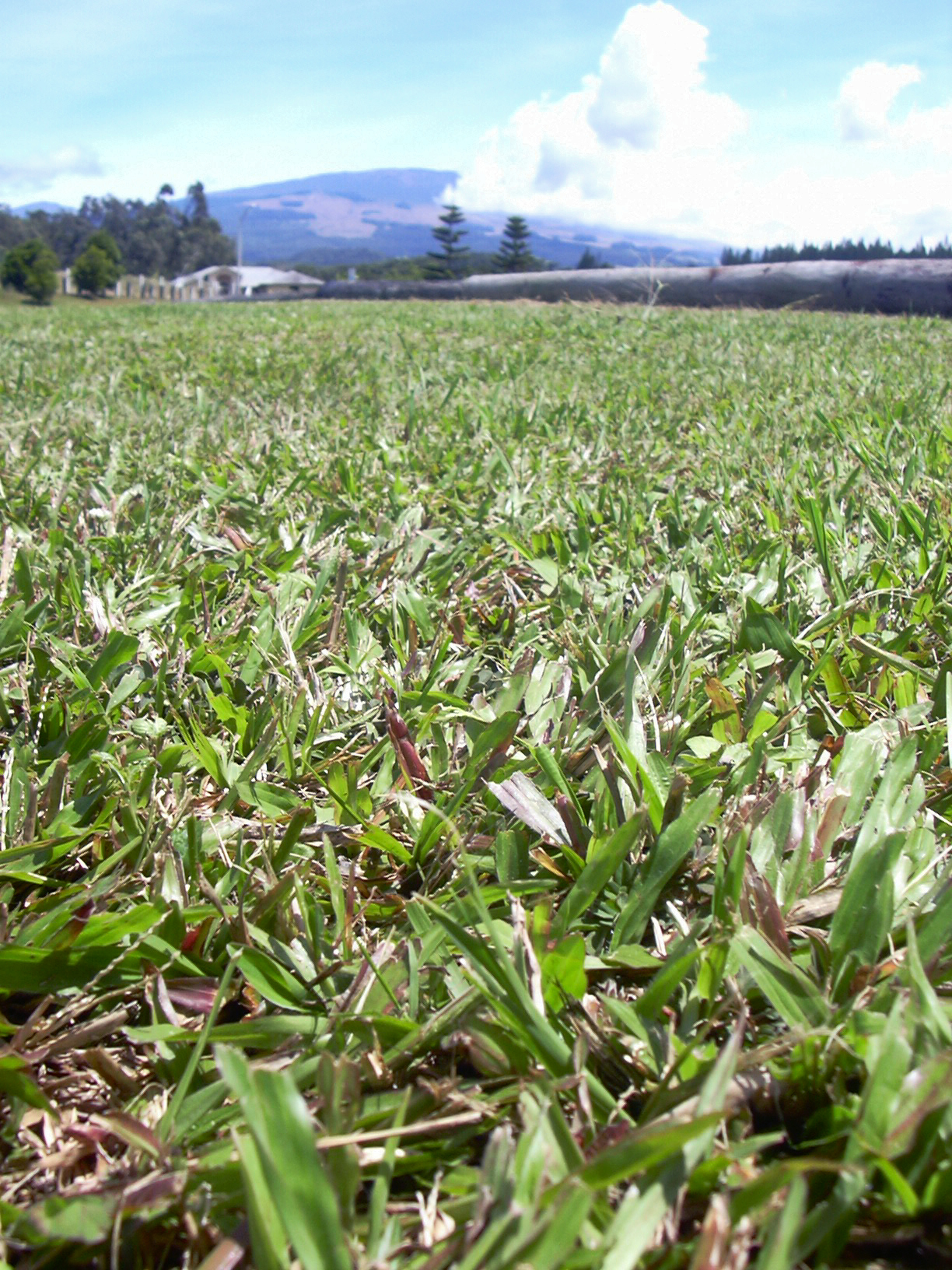
Axonopus compressus

Самка откладывает яйца на Axonopus compressus. В лаборатории гусеницы легко восприняли эту и две другие распространенные травы: Panicum maximum и неопознанный вид (все они являются распространенными видами трав в большинстве известных мест, где встречается Y. ordinaria). Взрослые особи наблюдались только в открытых местах обитания, на лугах и опушках лесов, летая среди травянистых участков и садясь обычно на землю или в низкую растительность. В южной Бразилии (из популяции Порту-Алегри) все гусеницы достигли пяти возрастов, за исключением гусениц с двух участков выращивания в штате Сан-Паулу (из региона Кампинас), которые прошли только четыре возраста. Разница в количестве возрастов может быть связана с различными условиями выращивания гусениц в Сан-Паулу и Южной Бразилии, но необходимы дополнительные исследования, чтобы прояснить такие наблюдения.
Хотя Y. ordinaria чаще встречается на опушках лесов, он также встречается в нескольких других различных местах обитания, таких как вторичные леса, открытые пастбища и даже в городских районах (на заброшенных заросших травой лужайках). Основываясь на полевых записях и музейных образцах, этот вид, по-видимому, связан с полулиственными Атлантическими лесами во внутренних районах страны, на высотах от 400 до 900 м. Исключением является прибрежная зона Риу-Гранди-ду-Сул, где этот вид присутствует в переходной смешанной растительности прибрежной равнины. В Мисьонесе (Аргентина) этот вид является очень распространённым и летает на большей части территории провинции.